# 脱氧羽扇豆碱
脱氧羽扇豆碱（英語：lupinane），即1R,9aR-八氢-1-甲基-2H-喹嗪，是一种有机化合物，化学式为C10H19N，可以和高氯酸或苦味酸成盐。它可由[2-(2-吡啶基)烯丙基]丙二酸二乙酯为原料反应得到。它和乙酸汞在5%乙酸水溶液中加热反应，可以在C-10上引入双键，再和高氯酸反应可以成盐，得到1-甲基-Δ5(10)-脱氢喹嗪鎓高氯酸盐。